# عبدالعزیز الکلثم
عبدالعزیز الکلثم (انگلیسی: Abdulaziz Al-Kalthem؛ زادهٔ ۲۲ نوامبر ۱۹۸۷) یک بازیکن فوتبال اهل کویت است.
از باشگاه‌هایی که در آن بازی کرده‌است می‌توان به الهلال عربستان، الرائد عربستان، الوحده عربستان، القادسیه عربستان، و الهلال عربستان اشاره کرد.